# Omar Megeed
Omar Abdel Megeed (arabisch عمر عبد المجيد, DMG ʿUmar ʿAbd al-Mağīd; * 19. August 2005 in Hamburg) ist ein ägyptisch-deutscher Fußballspieler. Er spielt seit seiner Jugend beim Hamburger SV.

## Karriere

### Im Verein
Megeed wurde als Kind ägyptischer Eltern in Hamburg geboren. Er begann 2012 im Stadtteil Wilhelmsburg bei Einigkeit Wilhelmsburg mit dem Fußballspielen und wechselte Anfang 2019 in den Stadtteil Neugraben-Fischbek zum FC Süderelbe. Nach einigen Monaten wurde Megeed zur Saison 2019/20 in das Nachwuchsleistungszentrum des Hamburger SV aufgenommen. Der 14-Jährige spielte dort zunächst mit den C1-Junioren (U15)  in der C-Junioren-Regionalliga Nord. Da die Spielzeit aufgrund der COVID-19-Pandemie im März 2020 abgebrochen wurde und auch die Saison 2020/21 aus demselben Grund im November 2020 ein frühes Ende fand, verbrachte der Deutsch-Ägypter in dieser Phase die meiste Zeit auf dem Trainingsplatz, ohne Spielpraxis sammeln zu können. Die Saison 2021/22 war im Jugendbereich die erste Spielzeit, die wieder regulär durchgeführt wurde. Megeed stand im Kader der B1-Junioren (U17), kam in der B-Junioren-Bundesliga in 14 von 18 Spielen auf dem linken Flügel zum Einsatz und konnte mit 6 Toren auf sich aufmerksam machen. Aufgrund seiner guten Leistungen unterstützte er insbesondere im Frühjahr 2022 parallel die A-Junioren (U19) im Abstiegskampf und kam bereits 7-mal in der A-Junioren-Bundesliga zum Einsatz, wobei der Cheftrainer Oliver Kirch ihn 5-mal in der Startelf sowie teilweise im offensiven Mittelfeld und damit in zentralerer Rolle aufbot.
Megeeds Leistungen wurden auch vom Cheftrainer der Profis, Tim Walter, beobachtet, der ihn mit dem Beginn der Sommervorbereitung 2022 in der Zweitligamannschaft vorspielen ließ. Der 16-Jährige reiste auch mit in das Trainingslager in die Steiermark und kam in den Testspielen gegen Hajduk Split sowie Aris Thessaloniki zu Kurzeinsätzen. Megeed trainierte nach der Vorbereitung weiter mit der Profimannschaft und stand, nachdem er an den ersten beiden Spieltagen der Saison 2022/23 nicht berücksichtigt worden war, in der ersten Runde des DFB-Pokals beim Sieg gegen die SpVgg Bayreuth aus der 3. Liga erstmals im Spieltagskader. Am 13. August 2022 debütierte Megeed im Alter von 16 Jahren und 359 Tagen in der 2. Bundesliga, als er bei einem 2:0-Sieg gegen Arminia Bielefeld kurz vor dem Spielende eingewechselt wurde. Er wurde damit zum bis dahin jüngsten HSV-Profi, der in einem Pflichtspiel zum Einsatz kam, sowie zum bis dahin fünftjüngsten Spieler in der Geschichte der 2. Bundesliga. Ende August 2022 zog er sich im Training einen Anbruch eines Mittelfußknochens zu. Daher fiel er bis zur Winterpause aus, die aufgrund der Weltmeisterschaft 2022 in Katar bereits Mitte November begann. Anschließend absolvierte der HSV eine 10-tägige Marketingreise im Großraum Los Angeles. Dort kehrte Megeed in das Mannschaftstraining zurück, kam bei den beiden Testspielen aber nicht zum Einsatz. Nach der Rückkehr gab er Anfang Dezember sein Comeback in der U19, anschließend folgte ein Einsatz bei der zweiten Mannschaft in der viertklassigen Regionalliga Nord, ehe auch dort die Winterpause begann. Im Januar 2023 absolvierte Megeed die Wintervorbereitung, die u. a. ein Trainingslager in Sotogrande umfasste, ebenfalls mit den Profis. Er kam bis zum Saisonende allerdings zu keinem Einsatz mehr. Megeed beendete die Saison mit 9 Einsätzen in der A-Junioren-Bundesliga und 3 Spielen in der Regionalliga Nord.
In der Saison 2023/24 hatte Megeed seinen einzigen Zweitligaeinsatz, als er an seinem 18. Geburtstag kurz vor dem Spielende eingewechselt wurde. Bis zur Winterpause spielte er neben einem U19-Einsatz meistens in der zweiten Mannschaft. Die Wintervorbereitung im Januar 2024 durfte Megeed noch mit den Profis absolvieren. Aufgrund ungenügender Trainingsleistungen wurde der Mittelfeldspieler in der Folge von Walter aussortiert und von dessen Nachfolger Steffen Baumgart (ab Ende Februar 2024) nicht wieder zu den Profis zurückgeholt. Megeed spielte in der Folge noch 2-mal für die zweite Mannschaft und kam wieder überwiegend in der U19 zum Einsatz. Mit dieser gewann er in seinem letzten Juniorenspiel den Hamburger A-Junioren-Pokal. Megeed beendete die Spielzeit neben einem Zweitligaeinsatz mit 9 Regionalliga- (2 Tore) und 8 A-Junioren-Bundesliga-Spielen.
Zur Saison 2024/25 wurde Megeed fest in die zweite Mannschaft integriert. Während der Länderspielpause im November 2024 kam er unter Baumgart zu einem Kurzeinsatz in einem Testspiel. Bis zur Winterpause erzielte Megeed in 18 Regionalligaeinsätzen ein Tor. Im Januar 2025 durfte er unter dem neuen Cheftrainer Merlin Polzin die Wintervorbereitung wieder mit der Zweitligamannschaft absolvieren. Anschließend gehörte er jedoch wieder fest zur zweiten Mannschaft.

### In der Nationalmannschaft
Im März 2022 debütierte Megeed im Alter von 16 Jahren in der ägyptischen U20-Nationalmannschaft.

## Titel
- Hamburger A-Junioren-Pokalsieger: 2024